# Scrimshaw

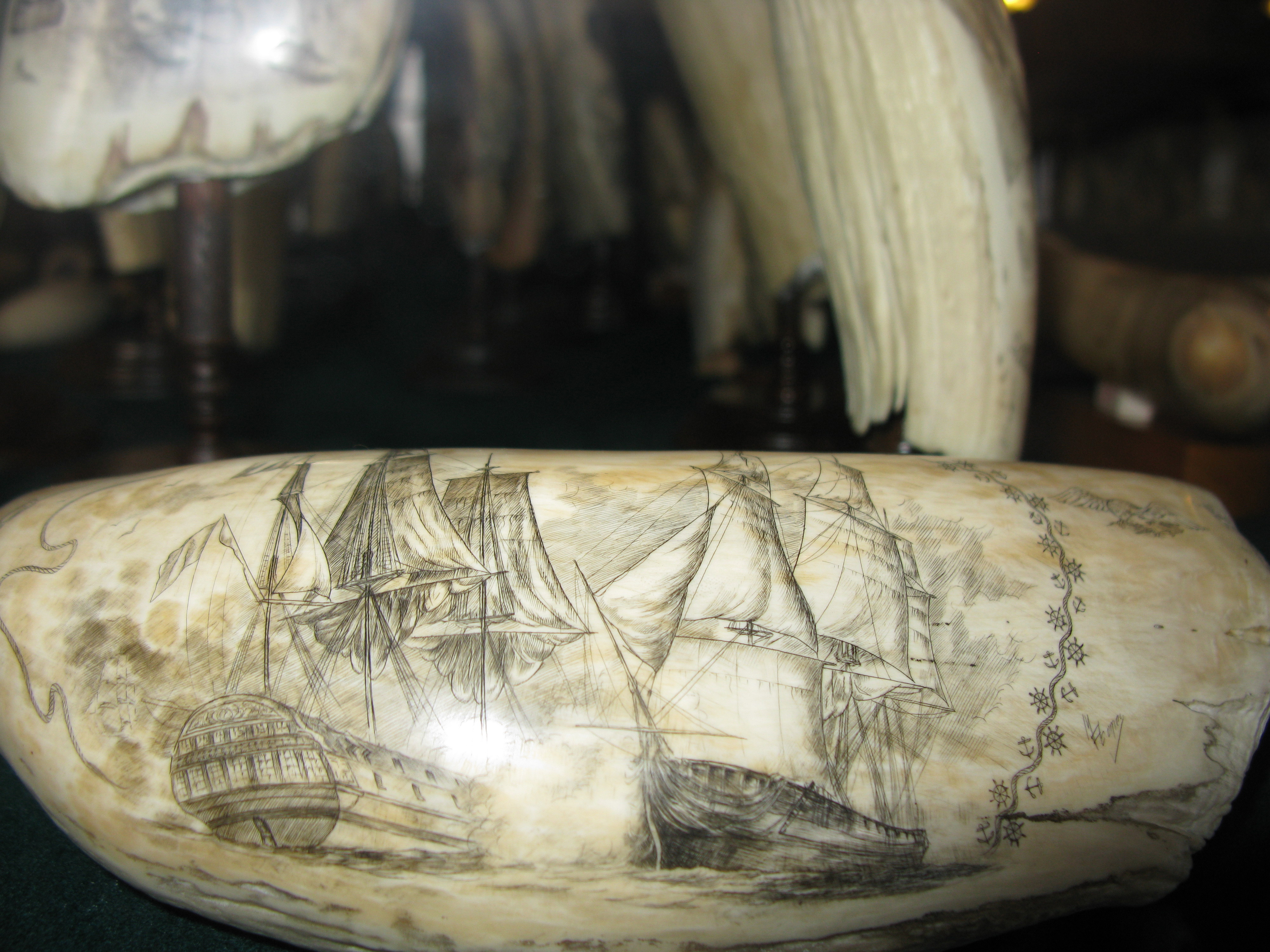
Exemplar de scrimshaw (Museu de Scrimshaw, Horta).

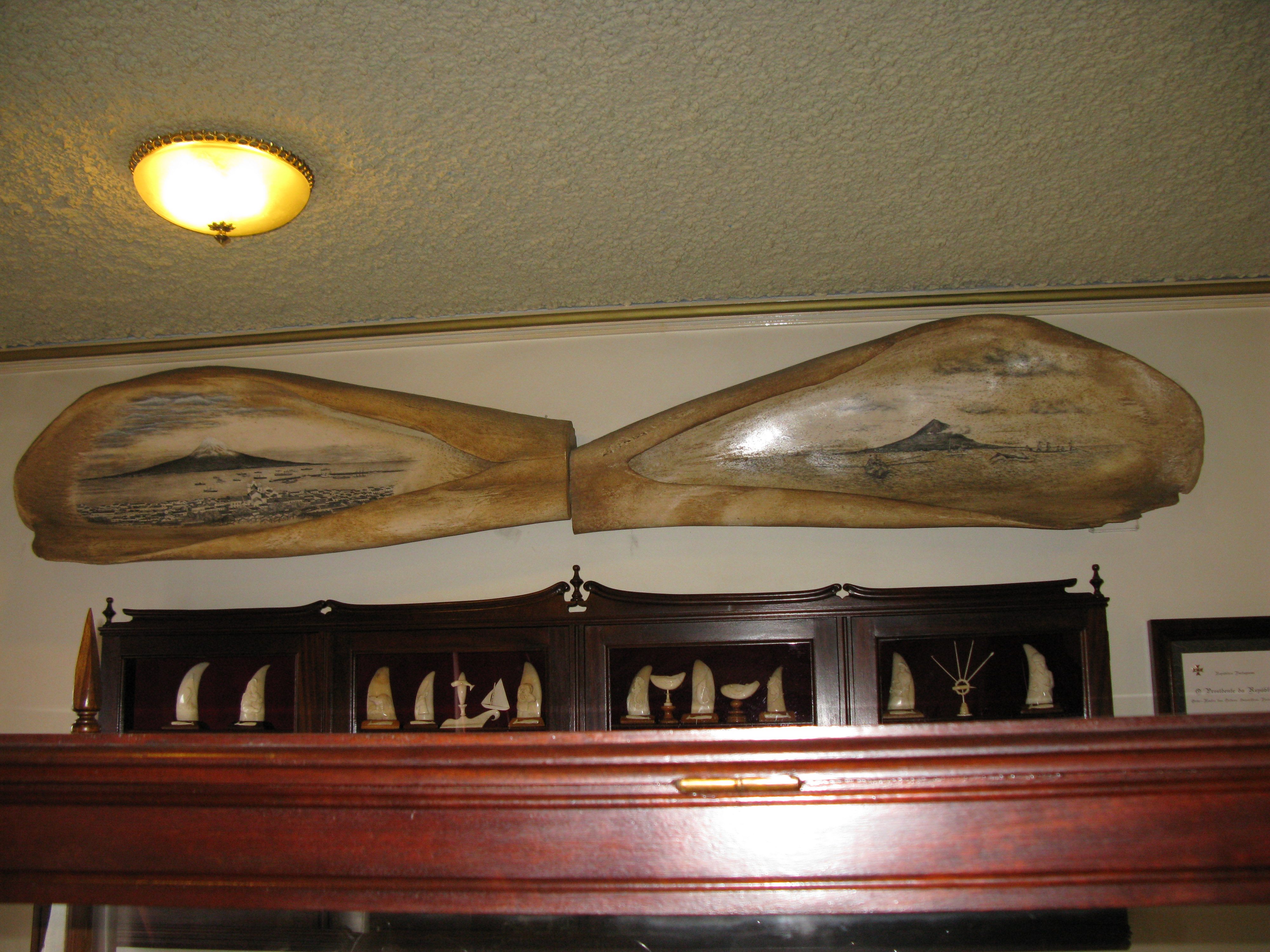
Exemplar de scrimshaw (Museu de Scrimshaw, Horta).

Scrimshaw é uma palavra da língua inglesa, de etimologia desconhecida,  que designa a arte de entalhe e gravação ou pintura em marfim — dentes e ossos da mandíbula — de cachalotes.
As peças são muito variadas, utilitárias e decorativas — caixas, talas para espartilhos, dedais, cabos de sinete, punhos de bengala, dados e até carretilhas para recorte da massa tenra.
Essa manifestação artística está ligada tradicional à atividade da baleação e, em Portugal, apenas despertou a atenção dos estudiosos a partir dos finais da década de 1950. Constitui a mais autêntica e conhecida manifestação da chamada arte baleeira, que teve as suas origens no século XIX, nas frotas de caça a baleias, inicialmente formadas por marinheiros norte-americanos, mas em pouco tempo integradas também por numerosos açorianos e até cabo-verdianos. Era uma arte feita por marinheiros e a eles destinada, embora, com o decorrer dos tempos, os destinatários dessas peças artísticas se tenham diversificado, atingindo já não apenas familiares, namoradas e amigos dos marinheiros, mas um vasto número de pessoas apreciadoras das atividades marítimas e do artesanato ligado ao mar.
A arte de scrimshaw desenvolveu-se nas horas de ócio a bordo e correspondia a uma expressão da saudade da família e da terra do artista. As invocações religiosas são menos frequentes ou mais recentes. As técnicas mais utilizadas são a incisão ou a gravação, sendo os entalhes pigmentados. Já no século XX, surgiram os motivos incrustados, por vezes em alto-relevo.
Existem, na Região Autónoma dos Açores algumas coleções notáveis de scrimshaw, com destaque para o Museu da Arte de Scrimshaw, no Peter Café Sport, na cidade da Horta, na ilha do Faial, a Oficina de John van Opstal, nas Lajes do Pico, a coleção do Museu dos Baleeiros e a do Museu da Ilha, em Santa Cruz das Flores.